# NGC 564
NGC 564 je galaksija u zviježđu Kit.

## Vanjske poveznice
- SEDS: NGC 0564